# Clara (Urugwaj)
Clara – miasto w Urugwaju, w departamencie Tacuarembó.